# Panorpa communis
La mosca scorpione comune o panorpa (Panorpa communis Linnaeus, 1758) è un insetto mecottero appartenente alla famiglia Panorpidae, diffuso in Eurasia.

## Biologia
La larva è simile ad un bruco e può crescere fino a 20 millimetri di lunghezza.
È possibile avvistare individui adulti tra maggio e settembre, spesso tra le siepi di ortica . Si nutre essenzialmente di insetti morti (anche se talvolta non disdegna afidi vivi). 
Anche se alati, gli adulti raramente si allontanano dal nido, perlopiù si limitano a strisciare tra la vegetazione umida e ombreggiata nei pressi di corsi d'acqua.
Le uova sono deposte annualmente sotto il terreno.

## Distribuzione e habitat
L'insetto vive in zone di campagna, principalmente in luoghi umidi e ombrosi.